# Rebutia leucanthema
Rebutia leucanthema ist eine Pflanzenart in der Gattung Rebutia aus der Familie der Kakteengewächse (Cactaceae). Das Artepitheton leucanthema leitet sich von den griechischen Worten leukos für ‚weiß‘ sowie anthemon für ‚Blüte‘ ab.

## Beschreibung
Rebutia leucanthema wächst einzeln mit kugelförmigen bis kurz zylindrischen, dunkelgrünen bis violetten Körpern. Die Körper erreichen bei Durchmessern von bis zu 3,5 Zentimetern Wuchshöhen von bis zu 7 Zentimetern und haben eine kaum ausgeprägte Rübenwurzel. Die 13 bis 14 Rippen sind spiralförmig angeordnet und deutlich in Höcker gegliedert. Die darauf befindlichen ovalen Areolen sind braun. Der schwarze Mitteldorn, der auch fehlen kann, ist bis zu 7 Millimeter lang. Die 7 bis 8 Randdornen sind ausgebreitet, braun mit einer dunkleren Basis und bis zu 6 Millimeter lang.
Die weißen bis rosafarbenen Blüten werden bis zu 2,5 Zentimeter lang und erreichen ebensolche Durchmesser. Die kugelförmigen Früchte sind dunkelviolett und weisen Durchmesser von bis zu 5 Millimetern auf.

## Verbreitung und Systematik
Rebutia leucanthema ist in Bolivien im Departamento Chuquisaca verbreitet.
Die Erstbeschreibung durch Walter Rausch wurde 1975 veröffentlicht.

## Nachweise